# Jörg Steinwascher

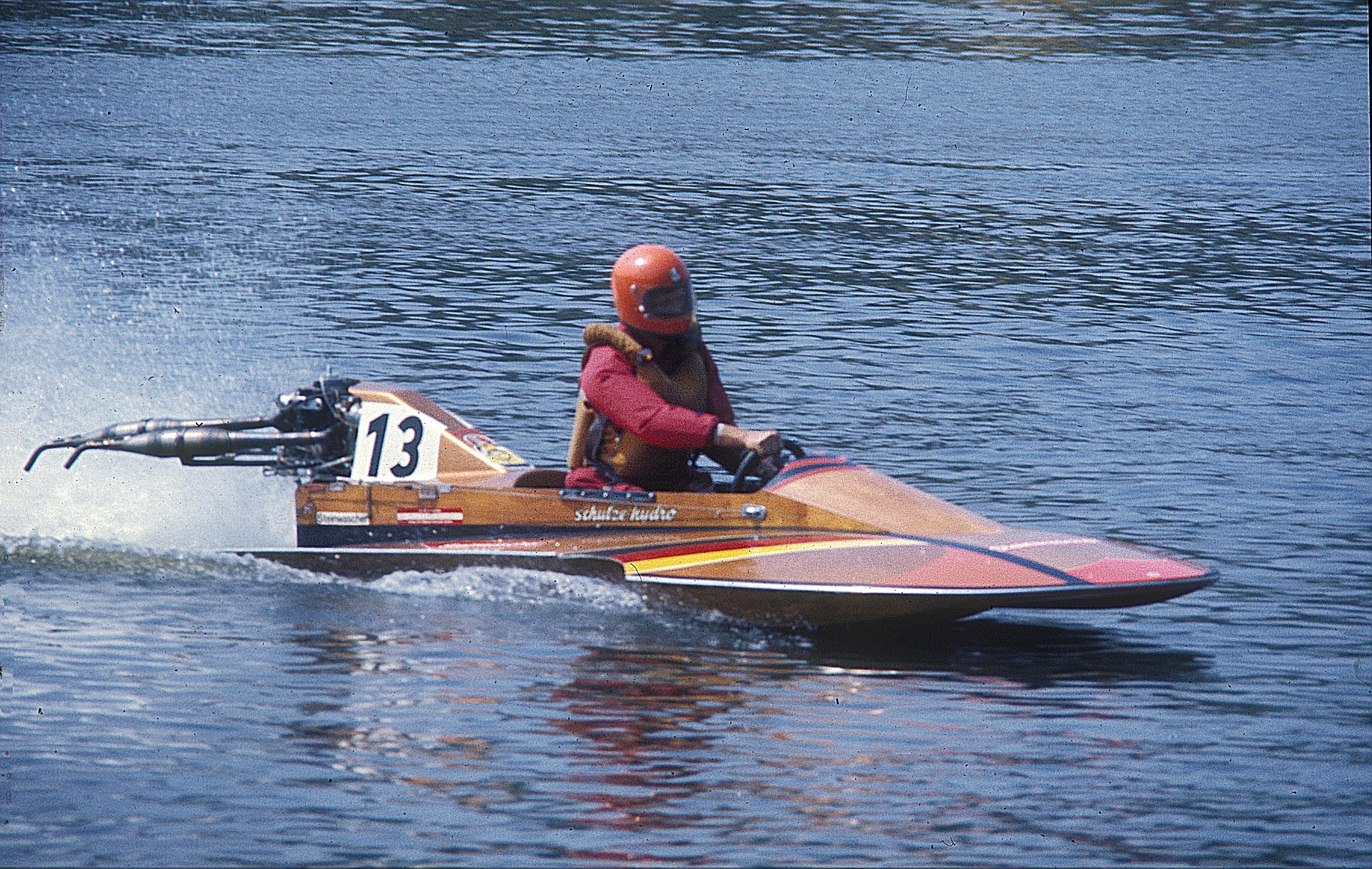
Jörg Steinwascher 1976 in seinem Dreipunkter

Jörg Steinwascher (* 4. Juni 1945; † 1999) war ein deutscher Motorbootrennfahrer. Er ist der Bruder des ebenfalls erfolgreichen Rennbootfahrers Volker Steinwascher. Beide kamen zum Motorbootsport, weil ihr Vater in seiner Siegburger Geschäft Boote und Bootsmotoren verkaufte.
Jörg Steinwascher studierte Jura und arbeitete später als Rechtsanwalt. Er starb 1999 auf einer Urlaubsreise.

## Sportliche Erfolge
Jörg Steinwascher sammelte seine ersten Rennerfahrungen 1962 in der Schlauchbootklasse PC (Außenborder bis 500 cm³). 1965 übernahm er das Boot seines Bruders, nachdem dieser damit zweimal Deutscher Meister in der Sportbootklasse DU (Außenborder bis 700 cm³) geworden war. Später konzentrierte er sich auf die Rennbootklasse OB (Rennmotoren bis 350 cm³), um nicht mit seinem Bruder in Konkurrenz zu treten. Zwischendurch fuhr er aber auch in verschiedenen Sportbootklassen, so z. B. 1966 bei den 6 Stunden von Paris in der Klasse bis 1000 cm³, wo er zusammen mit seinem Bruder den zweiten Platz belegte.
- 1965 Deutscher Meister Klasse DU
- 1966 Weltmeister Klasse DU in Bañolas (Spanien)[2]
- 1967 Weltmeister Klasse OB in Berlin-Tegel
- 1969 Deutscher Meister Klasse IU
- 1971 Weltmeister Klasse OB in Budapest (Ungarn)
- 1972 Deutscher Meister Klasse OB
- 1975 Weltmeister Klasse OB in Auronzo (Italien)
- 1975 Europameister Klasse OB in Hannover

## Auszeichnungen
- Silbernes Lorbeerblatt (1968)[3]